# Wahlkreis Udine (Senato della Repubblica)
Der Wahlkreis Udine war ein Wahlkreis (collegio elettorale) für den italienischen Senat von 1948 bis 2005 und von 2017 bis 2020. Er gehörte zum Wahlbezirk Friaul-Julisch Venetien (Region Friaul-Julisch Venetien); die bevölkerungsreichste Stadt war Udine.

## Von 1948 bis 1993

### Wahlkreisgebiet
Zum Wahlkreis gehören folgende Gemeinden: Basiliano, Campoformido, Colloredo di Monte Albano, Coseano, Dignano, Fagagna, Flaibano, Majano, Martignacco, Mereto di Tomba, Moruzzo, Pasian di Prato, Pozzuolo del Friuli, Ragogna, Reana del Rojale, Rive d’Arcano, San Daniele del Friuli, Tavagnacco und Udine. Zwar infolge der Einrichtung von neuen Gemeinden, der Wahlkreis umfasste auch Pagnacco. In 1963 die Gemeinden Bertiolo, Codroipo, Sedegliano, Spilimbergo und Varmo aus dem Wahlkreis San Vito al Tagliamento wurden dem Wahlkreis Udine zugeordnet.

### Wahlergebnisse

#### Wahl 1948
| Kandidaten               | Kandidaten               | Parteien                                         | Stimmen | %    |
| ------------------------ | ------------------------ | ------------------------------------------------ | ------- | ---- |
|                          | Tiziano Tessitorigewählt | Democrazia Cristiana                             | 53.049  | 62,3 |
|                          | Felice Feruglio          | Fronte Democratico Popolare                      | 15.864  | 18,6 |
|                          | Luciano Pitassi          | Unità Socialista – Partito Repubblicano Italiano | 11.490  | 13,5 |
|                          | Nicola De Paula          | Blocco Nazionale                                 | 4.703   | 5,5  |
| Gesamt                   | Gesamt                   | Gesamt                                           | 85.106  | 100  |
|                          |                          |                                                  |         |      |
| Ungültige Stimmen        | Ungültige Stimmen        | Ungültige Stimmen                                | 3.913   | 4,4  |
| Wähler                   | Wähler                   | Wähler                                           | 89.019  | 92,0 |
| Wahlberechtigte          | Wahlberechtigte          | Wahlberechtigte                                  | 96.758  |      |
|                          |                          |                                                  |         |      |
| Quelle: Innenministerium |                          |                                                  |         |      |

#### Wahl 1953
| Kandidaten               | Kandidaten               | Parteien                                | Stimmen | %    |
| ------------------------ | ------------------------ | --------------------------------------- | ------- | ---- |
|                          | Tiziano Tessitorigewählt | Democrazia Cristiana                    | 46.174  | 52,4 |
|                          | Gino Beltrame            | Partito Comunista Italiano              | 11.302  | 12,8 |
|                          | Fermo Solari             | Partito Socialista Italiano             | 8.926   | 10,1 |
|                          | Gino Rojatti             | Movimento Sociale Italiano              | 6.591   | 7,5  |
|                          | Giovanni Cosattini       | Partito Socialista Democratico Italiano | 6.424   | 7,3  |
|                          | Umberto Zanfagnini       | Unità Popolare                          | 3.666   | 4,2  |
|                          | Pietro Arrigo Barnaba    | Partito Nazionale Monarchico            | 3.591   | 4,1  |
|                          | Egidio Zoratti           | Partito Liberale Italiano               | 1.491   | 1,7  |
| Gesamt                   | Gesamt                   | Gesamt                                  | 88.165  | 100  |
|                          |                          |                                         |         |      |
| Ungültige Stimmen        | Ungültige Stimmen        | Ungültige Stimmen                       | 3.571   | 3,9  |
| Wähler                   | Wähler                   | Wähler                                  | 91.736  | 90,8 |
| Wahlberechtigte          | Wahlberechtigte          | Wahlberechtigte                         | 101.026 |      |
|                          |                          |                                         |         |      |
| Quelle: Innenministerium |                          |                                         |         |      |

#### Wahl 1958
| Kandidaten               | Kandidaten               | Parteien                                | Stimmen | %    |
| ------------------------ | ------------------------ | --------------------------------------- | ------- | ---- |
|                          | Tiziano Tessitorigewählt | Democrazia Cristiana                    | 46.660  | 50,1 |
|                          | Giovanni Battista Angeli | Partito Socialista Italiano             | 13.169  | 14,1 |
|                          | Gino Beltrame            | Partito Comunista Italiano              | 10.697  | 11,5 |
|                          | Carlo Gaggia             | Partito Socialista Democratico Italiano | 8.762   | 9,4  |
|                          | Adriano Quarantotto      | Movimento Sociale Italiano              | 5.979   | 6,4  |
|                          | Armando Bortolotto       | Partito Liberale Italiano               | 3.121   | 3,4  |
|                          | Pier Arrigo Barnaba      | Partito Nazionale Monarchico            | 2.608   | 2,8  |
|                          | Manlio Gardi             | PRI – PR                                | 1.112   | 1,2  |
|                          | Guido Di Biase           | Partito Monarchico Popolare             | 962     | 1,0  |
| Gesamt                   | Gesamt                   | Gesamt                                  | 93.070  | 100  |
|                          |                          |                                         |         |      |
| Ungültige Stimmen        | Ungültige Stimmen        | Ungültige Stimmen                       | 3.663   | 3,8  |
| Wähler                   | Wähler                   | Wähler                                  | 96.733  | 91,3 |
| Wahlberechtigte          | Wahlberechtigte          | Wahlberechtigte                         | 105.916 |      |
|                          |                          |                                         |         |      |
| Quelle: Innenministerium |                          |                                         |         |      |

#### Wahl 1963
| Kandidaten               | Kandidaten               | Parteien                                         | Stimmen | %    |
| ------------------------ | ------------------------ | ------------------------------------------------ | ------- | ---- |
|                          | Tiziano Tessitorigewählt | Democrazia Cristiana                             | 55.652  | 46,9 |
|                          | V. Marangone             | Partito Socialista Italiano                      | 19.139  | 16,1 |
|                          | M. Lizzero               | Partito Comunista Italiano                       | 14.368  | 12,1 |
|                          | C. Gaggia                | Partito Socialista Democratico Italiano          | 12.842  | 10,8 |
|                          | A. Morelli De Rossi      | Partito Liberale Italiano                        | 8.257   | 7,0  |
|                          | L. Tavasani              | Movimento Sociale Italiano                       | 6.979   | 5,9  |
|                          | D. Carlesso              | Partito Democratico Italiano di Unità Monarchica | 1.466   | 1,2  |
| Gesamt                   | Gesamt                   | Gesamt                                           | 118.703 | 100  |
|                          |                          |                                                  |         |      |
| Ungültige Stimmen        | Ungültige Stimmen        | Ungültige Stimmen                                | 4.025   | 3,3  |
| Wähler                   | Wähler                   | Wähler                                           | 122.728 | 91,4 |
| Wahlberechtigte          | Wahlberechtigte          | Wahlberechtigte                                  | 134.320 |      |
|                          |                          |                                                  |         |      |
| Quelle: Innenministerium |                          |                                                  |         |      |

#### Wahl 1968
| Kandidaten               | Kandidaten               | Parteien                                  | Stimmen | %    |
| ------------------------ | ------------------------ | ----------------------------------------- | ------- | ---- |
|                          | Tiziano Tessitorigewählt | Democrazia Cristiana                      | 58.852  | 46,5 |
|                          | A. Zannier               | Partito Socialista Unificato (PSI – PSDI) | 28.714  | 22,7 |
|                          | S. Cavedoni              | PCI – PSIUP                               | 21.712  | 17,2 |
|                          | A. Morelli De Rossi      | Partito Liberale Italiano                 | 8.210   | 6,5  |
|                          | A. Tavano                | Movimento Sociale Italiano                | 7.014   | 5,5  |
|                          | G. Provini               | Partito Repubblicano Italiano             | 1.952   | 1,5  |
| Gesamt                   | Gesamt                   | Gesamt                                    | 126.454 | 100  |
|                          |                          |                                           |         |      |
| Ungültige Stimmen        | Ungültige Stimmen        | Ungültige Stimmen                         | 4.783   | 3,6  |
| Wähler                   | Wähler                   | Wähler                                    | 131.237 | 92,4 |
| Wahlberechtigte          | Wahlberechtigte          | Wahlberechtigte                           | 142.096 |      |
|                          |                          |                                           |         |      |
| Quelle: Innenministerium |                          |                                           |         |      |

#### Wahl 1972
| Kandidaten               | Kandidaten          | Parteien                                      | Stimmen | %    |
| ------------------------ | ------------------- | --------------------------------------------- | ------- | ---- |
|                          | G. Pelizzogewählt   | Democrazia Cristiana                          | 63.577  | 47,0 |
|                          | P. Blarzino         | PCI – PSIUP                                   | 20.643  | 15,3 |
|                          | G. B. Angeli        | Partito Socialista Italiano                   | 16.441  | 12,2 |
|                          | A. Zannier          | Partito Socialista Democratico Italiano       | 14.519  | 10,7 |
|                          | L. Tavasani         | Movimento Sociale Italiano – Destra Nazionale | 10.529  | 7,8  |
|                          | A. Morelli De Rossi | Partito Liberale Italiano                     | 5.516   | 4,1  |
|                          | A. Roccaforte       | Partito Repubblicano Italiano                 | 4.001   | 3,0  |
| Gesamt                   | Gesamt              | Gesamt                                        | 135.226 | 100  |
|                          |                     |                                               |         |      |
| Ungültige Stimmen        | Ungültige Stimmen   | Ungültige Stimmen                             | 4.331   | 3,1  |
| Wähler                   | Wähler              | Wähler                                        | 139.557 | 93,6 |
| Wahlberechtigte          | Wahlberechtigte     | Wahlberechtigte                               | 149.026 |      |
|                          |                     |                                               |         |      |
| Quelle: Innenministerium |                     |                                               |         |      |

#### Wahl 1976
| Kandidaten               | Kandidaten                  | Parteien                                      | Stimmen | %    |
| ------------------------ | --------------------------- | --------------------------------------------- | ------- | ---- |
|                          | Giuseppe Tonuttigewählt     | Democrazia Cristiana                          | 69.236  | 49,1 |
|                          | Giovanni Businello          | Partito Comunista Italiano                    | 28.060  | 19,9 |
|                          | Bruno Lepre                 | Partito Socialista Italiano                   | 21.268  | 15,1 |
|                          | Alberto Ronchey             | PLI – PRI – PSDI                              | 12.123  | 8,6  |
|                          | Giovanni D’Attimis Maniago  | Movimento Sociale Italiano – Destra Nazionale | 7.930   | 5,6  |
|                          | Settimio Claudio Formentini | Partito Radicale                              | 1.884   | 1,3  |
|                          | Simona Preschern            | Slovenska Skupnost                            | 383     | 0,3  |
| Gesamt                   | Gesamt                      | Gesamt                                        | 140.884 | 100  |
|                          |                             |                                               |         |      |
| Ungültige Stimmen        | Ungültige Stimmen           | Ungültige Stimmen                             | 4.823   | 3,3  |
| Wähler                   | Wähler                      | Wähler                                        | 145.707 | 94,4 |
| Wahlberechtigte          | Wahlberechtigte             | Wahlberechtigte                               | 154.296 |      |
|                          |                             |                                               |         |      |
| Quelle: Innenministerium |                             |                                               |         |      |

#### Wahl 1979
| Kandidaten               | Kandidaten              | Parteien                                      | Stimmen | %    |
| ------------------------ | ----------------------- | --------------------------------------------- | ------- | ---- |
|                          | Giuseppe Tonuttigewählt | Democrazia Cristiana                          | 62.117  | 44,1 |
|                          | G. De Paolis            | Partito Comunista Italiano                    | 27.065  | 19,2 |
|                          | V. Tiburzio             | Partito Socialista Italiano                   | 12.666  | 9,0  |
|                          | W. Bianchi              | Partito Socialista Democratico Italiano       | 10.289  | 7,3  |
|                          | A. Desio                | Movimento Friuli                              | 8.724   | 6,2  |
|                          | C. Politi               | Movimento Sociale Italiano – Destra Nazionale | 6.231   | 4,4  |
|                          | R. Foi                  | Partito Repubblicano Italiano                 | 4.922   | 3,5  |
|                          | M. Gardi                | Partito Radicale                              | 4.569   | 3,2  |
|                          | L. Iorio Fortuna        | Partito Liberale Italiano                     | 3.246   | 2,3  |
|                          | D. Trangoni             | Costituente di Destra – Democrazia Nazionale  | 761     | 0,5  |
|                          | A. Benco                | Associazione per Trieste                      | 343     | 0,2  |
| Gesamt                   | Gesamt                  | Gesamt                                        | 140.933 | 100  |
|                          |                         |                                               |         |      |
| Ungültige Stimmen        | Ungültige Stimmen       | Ungültige Stimmen                             | 5.690   | 3,9  |
| Wähler                   | Wähler                  | Wähler                                        | 146.623 | 91,1 |
| Wahlberechtigte          | Wahlberechtigte         | Wahlberechtigte                               | 160.902 |      |
|                          |                         |                                               |         |      |
| Quelle: Innenministerium |                         |                                               |         |      |

#### Wahl 1983
| Kandidaten               | Kandidaten              | Parteien                                      | Stimmen | %    |
| ------------------------ | ----------------------- | --------------------------------------------- | ------- | ---- |
|                          | Giuseppe Tonuttigewählt | Democrazia Cristiana                          | 53.008  | 38,7 |
|                          | Franco Comuzzi          | Partito Comunista Italiano                    | 24.213  | 17,7 |
|                          | Vittorio Tiburzio       | Partito Socialista Italiano                   | 15.778  | 11,5 |
|                          | Carlo Appiotti          | Partito Repubblicano Italiano                 | 9.553   | 7,0  |
|                          | William Bianchi         | Partito Socialista Democratico Italiano       | 8.536   | 6,2  |
|                          | Cosimo Politi           | Movimento Sociale Italiano – Destra Nazionale | 8.344   | 6,1  |
|                          | Silvano Pagani          | Movimento Friuli                              | 7.777   | 5,7  |
|                          | Domenico Taverna        | Partito Liberale Italiano                     | 4.897   | 3,6  |
|                          | Nicolò Tosoni           | Partito Radicale                              | 2.349   | 1,7  |
|                          | Michelina Cadua         | Democrazia Proletaria                         | 1.830   | 1,3  |
|                          | Michele Formentini      | Lista per Trieste                             | 358     | 0,3  |
|                          | Rafko Dolhar            | Slovenska Skupnost                            | 287     | 0,2  |
| Gesamt                   | Gesamt                  | Gesamt                                        | 136.930 | 100  |
|                          |                         |                                               |         |      |
| Ungültige Stimmen        | Ungültige Stimmen       | Ungültige Stimmen                             | 6.009   | 4,2  |
| Wähler                   | Wähler                  | Wähler                                        | 142.939 | 86,4 |
| Wahlberechtigte          | Wahlberechtigte         | Wahlberechtigte                               | 165.440 |      |
|                          |                         |                                               |         |      |
| Quelle: Innenministerium |                         |                                               |         |      |

#### Wahl 1987
| Kandidaten               | Kandidaten              | Parteien                                      | Stimmen | %    |
| ------------------------ | ----------------------- | --------------------------------------------- | ------- | ---- |
|                          | Giuseppe Tonuttigewählt | Democrazia Cristiana                          | 54.607  | 38,4 |
|                          | F. Castiglione          | Partito Socialista Italiano                   | 29.015  | 20,4 |
|                          | G. Borggetto            | Partito Comunista Italiano                    | 22.833  | 16,1 |
|                          | A. Cozzi                | Movimento Sociale Italiano – Destra Nazionale | 8.649   | 6,1  |
|                          | C. Appiotti             | Partito Repubblicano Italiano                 | 6.705   | 4,7  |
|                          | V. Gianandrea           | Lista Verde                                   | 5.961   | 4,2  |
|                          | R. Iacovissi            | Movimento Friuli                              | 5.577   | 3,9  |
|                          | C. Noacco               | Partito Liberale Italiano                     | 4.091   | 2,9  |
|                          | G. Mirabella            | Democrazia Proletaria                         | 2.480   | 1,7  |
|                          | A. Trojan               | Liga Veneta – Pensionati Uniti                | 1.632   | 1,1  |
|                          | A. Menotti              | Alleanza Popolare Pensionati                  | 351     | 0,2  |
|                          | A. Lokar                | Partito Sardo d’Azione                        | 215     | 0,2  |
| Gesamt                   | Gesamt                  | Gesamt                                        | 142.116 | 100  |
|                          |                         |                                               |         |      |
| Ungültige Stimmen        | Ungültige Stimmen       | Ungültige Stimmen                             | 8.056   | 5,4  |
| Wähler                   | Wähler                  | Wähler                                        | 150.172 | 88,7 |
| Wahlberechtigte          | Wahlberechtigte         | Wahlberechtigte                               | 169.345 |      |
|                          |                         |                                               |         |      |
| Quelle: Innenministerium |                         |                                               |         |      |

#### Wahl 1992
| Kandidaten               | Kandidaten          | Parteien                                      | Stimmen | %    |
| ------------------------ | ------------------- | --------------------------------------------- | ------- | ---- |
|                          | Claudio Beorchia    | Democrazia Cristiana                          | 44.564  | 30,1 |
|                          | Mirella Di Carlo    | Lega Nord                                     | 24.771  | 16,7 |
|                          | Franco Castiglione  | Partito Socialista Italiano                   | 22.835  | 15,4 |
|                          | Sergio Cadorini     | Partito Democratico della Sinistra            | 14.000  | 9,4  |
|                          | Amerigo Cozzi       | Movimento Sociale Italiano – Destra Nazionale | 9.217   | 6,2  |
|                          | Alberto Cojutti     | Partito Repubblicano Italiano                 | 8.309   | 5,6  |
|                          | Bruno Biasutti      | Federazione dei Verdi                         | 6.685   | 4,5  |
|                          | Amedeo Giacomini    | Partito della Rifondazione Comunista          | 5.399   | 3,6  |
|                          | Maria Teresa Valent | Partito Socialista Democratico Italiano       | 4.509   | 3,0  |
|                          | Andrea Benedetti    | Partito Liberale Italiano                     | 4.100   | 2,8  |
|                          | Antonino Tamburlini | Sì Referendum                                 | 2.334   | 1,6  |
|                          | Bruno Pedone        | Verdi Federalisti                             | 1.146   | 0,8  |
|                          | Luigi Ceserani      | Federalismo – Pensionati Uomini Vivi          | 404     | 0,3  |
| Gesamt                   | Gesamt              | Gesamt                                        | 148.273 | 100  |
|                          |                     |                                               |         |      |
| Ungültige Stimmen        | Ungültige Stimmen   | Ungültige Stimmen                             | 7.081   | 4,6  |
| Wähler                   | Wähler              | Wähler                                        | 155.354 | 88,4 |
| Wahlberechtigte          | Wahlberechtigte     | Wahlberechtigte                               | 175.703 |      |
|                          |                     |                                               |         |      |
| Quelle: Innenministerium |                     |                                               |         |      |

## Von 1993 bis 2005

### Wahlkreisgebiet
Zum Wahlkreis gehören folgende Gemeinden: Bagnaria Arsa, Bicinicco, Buttrio, Campoformido, Carlino, Castions di Strada, Gonars, Latisana, Lignano Sabbiadoro, Marano Lagunare, Mortegliano, Muzzana del Turgnano, Palazzolo dello Stella, Palmanova, Pavia di Udine, Pocenia, Porpetto, Pozzuolo del Friuli, Pradamano, Precenicco, Remanzacco, Rivignano, Ronchis, San Giorgio di Nogaro, Santa Maria la Longa, Talmassons, Tavagnacco, Teor, Torviscosa, Udine und Varmo.

### Wahlergebnisse

#### Wahl 1994
| Kandidaten               | Kandidaten                | Parteien                   | Stimmen | %    |
| ------------------------ | ------------------------- | -------------------------- | ------- | ---- |
|                          | Pietro Fontaninigewählt   | Polo delle Libertà         | 61.561  | 41,8 |
|                          | Mauro Bigot               | Progressisti               | 31.999  | 21,7 |
|                          | Bruno Forte               | Patto per l’Italia         | 27.597  | 18,8 |
|                          | Gianpaola Guidi Romanello | Alleanza Nazionale         | 18.394  | 12,5 |
|                          | Claudio Rosati            | Lista Pannella-Riformatori | 7.597   | 5,2  |
| Gesamt                   | Gesamt                    | Gesamt                     | 147.148 | 100  |
|                          |                           |                            |         |      |
| Ungültige Stimmen        | Ungültige Stimmen         | Ungültige Stimmen          | 8.864   | 5,7  |
| Wähler                   | Wähler                    | Wähler                     | 156.012 | 88,0 |
| Wahlberechtigte          | Wahlberechtigte           | Wahlberechtigte            | 177.292 |      |
|                          |                           |                            |         |      |
| Quelle: Innenministerium |                           |                            |         |      |

#### Wahl 1996
| Kandidaten               | Kandidaten              | Parteien            | Stimmen | %    |
| ------------------------ | ----------------------- | ------------------- | ------- | ---- |
|                          | Giovanni Collinogewählt | Polo per le Libertà | 56.438  | 39,2 |
|                          | Fausto Minisini         | L’Ulivo             | 50.744  | 35,3 |
|                          | Giorgio Galluzzo        | Lega Nord           | 36.734  | 25,5 |
| Gesamt                   | Gesamt                  | Gesamt              | 143.916 | 100  |
|                          |                         |                     |         |      |
| Ungültige Stimmen        | Ungültige Stimmen       | Ungültige Stimmen   | 8.377   | 5,5  |
| Wähler                   | Wähler                  | Wähler              | 152.293 | 84,4 |
| Wahlberechtigte          | Wahlberechtigte         | Wahlberechtigte     | 180.433 |      |
|                          |                         |                     |         |      |
| Quelle: Innenministerium |                         |                     |         |      |

#### Wahl 2001
| Kandidaten               | Kandidaten              | Parteien                             | Stimmen | %    |
| ------------------------ | ----------------------- | ------------------------------------ | ------- | ---- |
|                          | Giovanni Collinogewählt | Casa delle Libertà                   | 67.841  | 47,6 |
|                          | Enzo Barazza            | L’Ulivo                              | 50.092  | 35,1 |
|                          | Alessandro Candriello   | Partito della Rifondazione Comunista | 7.001   | 4,9  |
|                          | Mauro Furlanut          | Democrazia Europea                   | 5.660   | 4,0  |
|                          | Tullio Mikol            | Lista Emma Bonino                    | 4.803   | 3,4  |
| Gesamt                   | Gesamt                  | Gesamt                               | 142.586 | 100  |
|                          |                         |                                      |         |      |
| Ungültige Stimmen        | Ungültige Stimmen       | Ungültige Stimmen                    | 7.899   | 5,2  |
| Wähler                   | Wähler                  | Wähler                               | 150.485 | 81,0 |
| Wahlberechtigte          | Wahlberechtigte         | Wahlberechtigte                      | 185.868 |      |
|                          |                         |                                      |         |      |
| Quelle: Innenministerium |                         |                                      |         |      |

## Von 2017 bis 2020

### Wahlkreisgebiet
Zum Wahlkreis gehören folgende Gemeinden: Amaro, Ampezzo, Andreis, Arba, Arta Terme, Artegna, Aviano, Azzano Decimo, Barcis, Basiliano, Bertiolo, Bicinicco, Bordano, Brugnera, Budoia, Buja, Buttrio, Camino al Tagliamento, Campoformido, Caneva, Carlino, Casarsa della Delizia, Cassacco, Castelnovo del Friuli, Castions di Strada, Cavasso Nuovo, Cavazzo Carnico, Cercivento, Chions, Cimolais, Claut, Clauzetto, Codroipo, Colloredo di Monte Albano, Comeglians, Cordenons, Cordovado, Coseano, Dignano, Enemonzo, Erto e Casso, Fagagna, Fanna, Fiume Veneto, Flaibano, Fontanafredda, Forgaria nel Friuli, Forni Avoltri, Forni di Sopra, Forni di Sotto, Frisanco, Gemona del Friuli, Gonars, Latisana, Lauco, Lestizza, Lignano Sabbiadoro, Ligosullo, Magnano in Riviera, Majano, Maniago, Marano Lagunare, Martignacco, Meduno, Mereto di Tomba, Moggio Udinese, Montenars, Montereale Valcellina, Morsano al Tagliamento, Mortegliano, Moruzzo, Muzzana del Turgnano, Osoppo, Ovaro, Pagnacco, Palazzolo dello Stella, Paluzza, Pasian di Prato, Pasiano di Pordenone, Paularo, Pavia di Udine, Pinzano al Tagliamento, Pocenia, Polcenigo, Porcia, Pordenone, Porpetto, Pozzuolo del Friuli, Pradamano, Prata di Pordenone, Prato Carnico, Pravisdomini, Precenicco, Preone, Ragogna, Ravascletto, Raveo, Reana del Rojale, Resiutta, Rigolato, Rive d’Arcano, Rivignano Teor, Ronchis, Roveredo in Piano, Sacile, San Daniele del Friuli, San Giorgio della Richinvelda, San Giorgio di Nogaro, San Martino al Tagliamento, San Quirino, San Vito al Tagliamento, San Vito di Fagagna, Santa Maria la Longa, Sauris, Sedegliano, Sequals, Sesto al Reghena, Socchieve, Spilimbergo, Sutrio, Talmassons, Tarcento, Tavagnacco, Tolmezzo, Torviscosa, Tramonti di Sopra, Tramonti di Sotto, Trasaghis, Travesio, Treppo Carnico, Treppo Grande, Tricesimo, Trivignano Udinese, Udine, Vajont, Valvasone Arzene, Varmo, Venzone, Verzegnis, Villa Santina, Vito d’Asio, Vivaro, Zoppola und Zuglio.

### Wahlergebnisse

#### Wahl 2018
| Kandidaten               | Kandidaten           | Stimmen | %    | Listen                                      | Stimmen | %    |
| ------------------------ | -------------------- | ------- | ---- | ------------------------------------------- | ------- | ---- |
|                          | Luca Cirianigewählt  | 181.546 | 46,6 | Lega                                        | 108.008 | 27,7 |
| Forza Italia             | Luca Cirianigewählt  | 181.546 | 46,6 | 47.079                                      | 12,1    |      |
| Fratelli d’Italia        | Luca Cirianigewählt  | 181.546 | 46,6 | 21.844                                      | 5,6     |      |
| Noi con l’Italia – UDC   | Luca Cirianigewählt  | 181.546 | 46,6 | 4.615                                       | 1,2     |      |
|                          | Maria Chiara Santoro | 90.455  | 23,2 | Movimento 5 Stelle                          | 90.455  | 23,2 |
|                          | Isabella De Monte    | 86.673  | 22,2 | Partito Democratico                         | 73.015  | 18,7 |
| +Europa                  | Isabella De Monte    | 86.673  | 22,2 | 10.771                                      | 2,8     |      |
| Italia Europa Insieme    | Isabella De Monte    | 86.673  | 22,2 | 1.468                                       | 0,4     |      |
| Civica Popolare          | Isabella De Monte    | 86.673  | 22,2 | 1.419                                       | 0,4     |      |
|                          | Federico Cazorzi     | 10.277  | 2,6  | Liberi e Uguali                             | 10.277  | 2,6  |
|                          | Simone Marcuzzi      | 5.045   | 1,3  | CasaPound Italia                            | 5.045   | 1,3  |
|                          | Tullio Avoledo       | 4.209   | 1,1  | Patto per l’Autonomia                       | 4.209   | 1,1  |
|                          | Lanfranco Lincetto   | 3.062   | 0,8  | Il Popolo della Famiglia                    | 3.062   | 0,8  |
|                          | Stefano Nonino       | 2.377   | 0,6  | Potere al Popolo!                           | 2.377   | 0,6  |
|                          | Elena Radin          | 1.966   | 0,5  | Italia agli Italiani (FN – FT)              | 1.966   | 0,5  |
|                          | Francesca Ballali    | 1.502   | 0,4  | Partito Valore Umano                        | 1.502   | 0,4  |
|                          | Angelo Conti         | 795     | 0,2  | Siamo                                       | 795     | 0,2  |
|                          | Fiorella Scagliarini | 792     | 0,2  | Per una Sinistra Rivoluzionaria (SCL – PCL) | 792     | 0,2  |
|                          | Loretta Rui          | 630     | 0,2  | Lista del Popolo per la Costituzione        | 630     | 0,2  |
|                          | Clara Moro           | 354     | 0,1  | Rinascimento MIR                            | 354     | 0,1  |
| Gesamt                   | Gesamt               | 389.683 | 100  |                                             | 389.683 | 100  |
|                          |                      |         |      |                                             |         |      |
| Ungültige Stimmen        | Ungültige Stimmen    | 13.444  | 3,3  |                                             |         |      |
| Wähler                   | Wähler               | 403.127 | 76,4 |                                             |         |      |
| Wahlberechtigte          | Wahlberechtigte      | 527.600 |      |                                             |         |      |
|                          |                      |         |      |                                             |         |      |
| Quelle: Innenministerium |                      |         |      |                                             |         |      |